# Lasiargus
Lasiargus Kulczyński, 1894 è un genere di ragni appartenente alla famiglia Linyphiidae.

## Distribuzione
Le quattro specie oggi attribuite a questo genere sono state rinvenute nella regione paleartica: la specie dall'areale più vasto è la L. hirsutus, reperita in varie località dell'intera regione.
In Italia sono stati reperiti alcuni esemplari di L. hirsutus nella parte settentrionale della penisola.

## Tassonomia
Da un recente studio dell'aracnologo Wunderlich (del 2011), questo genere andrebbe considerato un sottogenere di Trichoncus Simon, 1884.
A dicembre 2011, si compone di quattro specie:
- Lasiargus hirsutoides Wunderlich, 1995 — Mongolia
- Lasiargus hirsutus (Menge, 1869)[4] — Regione paleartica
- Lasiargus pilipes (Kulczyński, 1908) — Russia
- Lasiargus zhui Eskov & Marusik, 1994 — Russia

### Sinonimi
- Lasiargus laricetorum Eskov, 1989; questo esemplare, a seguito di un lavoro degli aracnologi Eskov & Marusik del 1994, è stato riconosciuto sinonimo di L. pilipes (Kulczyński, 1908)[1].
- Lasiargus prominens (Simon, 1884); questi esemplari, trasferiti qui dal genere Pocadicnemis Simon, 1884, sono stati posti in sinonimia con L. hirsutus (Menge, 1869) a seguito di un lavoro di Millidge del 1976[1].

### Specie trasferite
- Lasiargus gowerensis Locket, 1965; trasferita al genere Baryphyma Simon, 1884[1].